# Alexandre Khryakov
Alexandre Khryakov est un homme politique de Nouvelle-Russie. Il est le ministre de l'Information de la république populaire de Donetsk depuis 2014.

## Biographie

### Polémiques
Il est prétendu antisémite par certains.